# Udby (Holbæk Kommune)
 For alternative betydninger, se Udby. (Se også artikler, som begynder med Udby)
Udby er en landsby på Nordvestsjælland med 518 indbyggere  (2024), beliggende i Udby Sogn på Tuse Næs to kilometer nord for Hørby og 12 kilometer nord for Holbæk. Landsbyen tilhører Holbæk Kommune og er beliggende i Region Sjælland.
Udby Kirke ligger lidt uden for landsbyen.